# Kimbe (Tanzania)
Kimbe è una circoscrizione rurale (rural ward) della Tanzania situata nel distretto di Kilindi, regione di Tanga. Conta una popolazione di 14 249 abitanti (censimento 2012).